# Palamedes Palamedesz I
Palamedes Palamedesz. I,  detto Stevers o Stevens o Stevaerts (Leith, 6 agosto 1605  (battezzato) – Delft, 26 marzo 1638), è stato un pittore e disegnatore olandese del secolo d'oro, specializzato in battaglie e soggetti equestri.

## Biografia

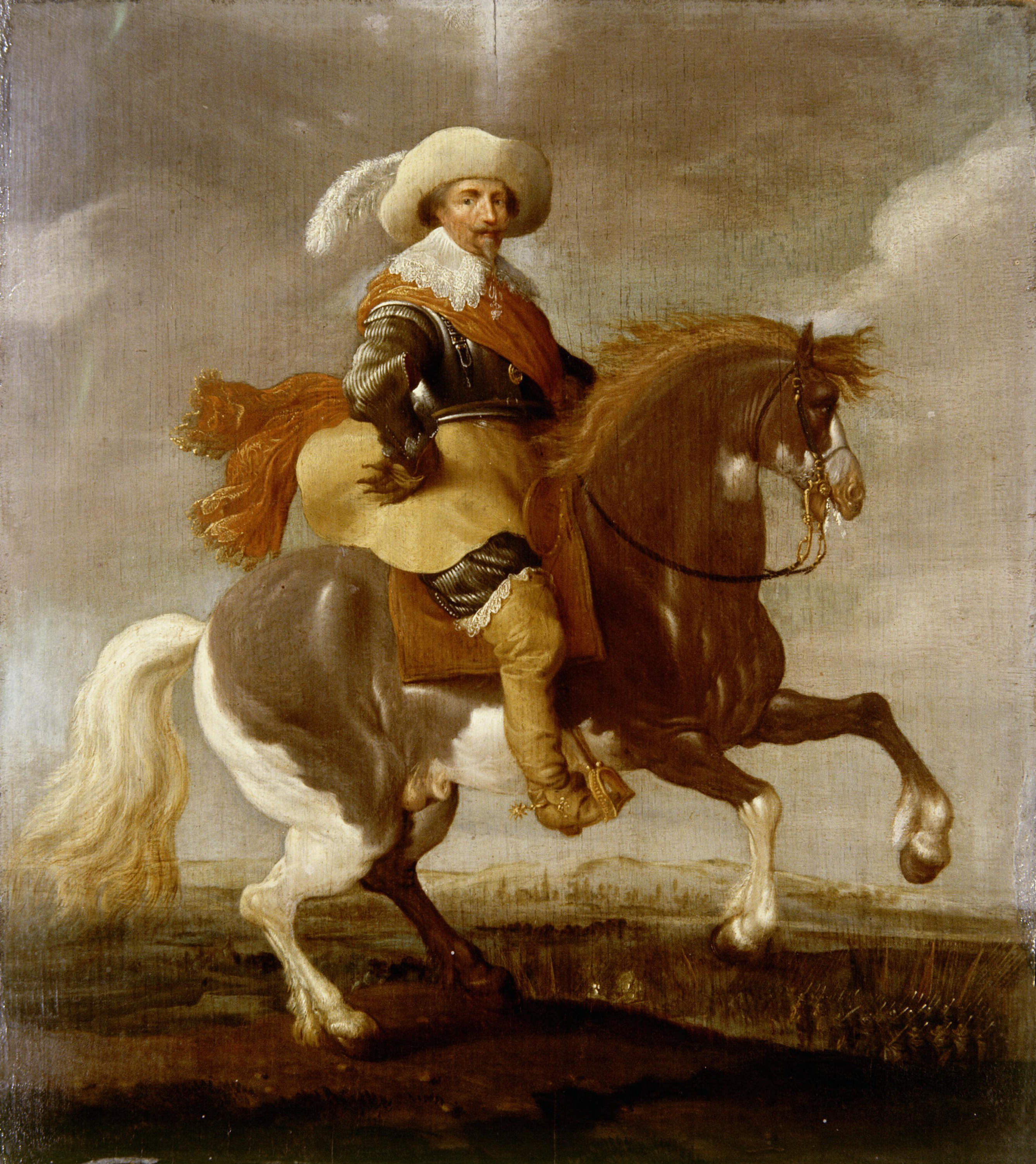
Ritratto di Federico Enrico d'Orange a cavallo, (1638)

Figlio di un intagliatore di gemme al servizio di re Giacomo I e fratello minore di Anthonie Palamedes, fu istruito da questi nell'arte della pittura. Padre o zio di Palamedes Palamedesz II, fu sicuramente attivo tra il 1626 e il 1638, periodo per il quale esistono sue opere datate. Lavorò soprattutto a Delft, dove il 25 ottobre 1627 si associò alla locale Corporazione di San Luca, eccetto che nel periodo 1631-1632, quando si trovava ad Anversa, dove conobbe e fu ritratto da Antoon van Dyck.

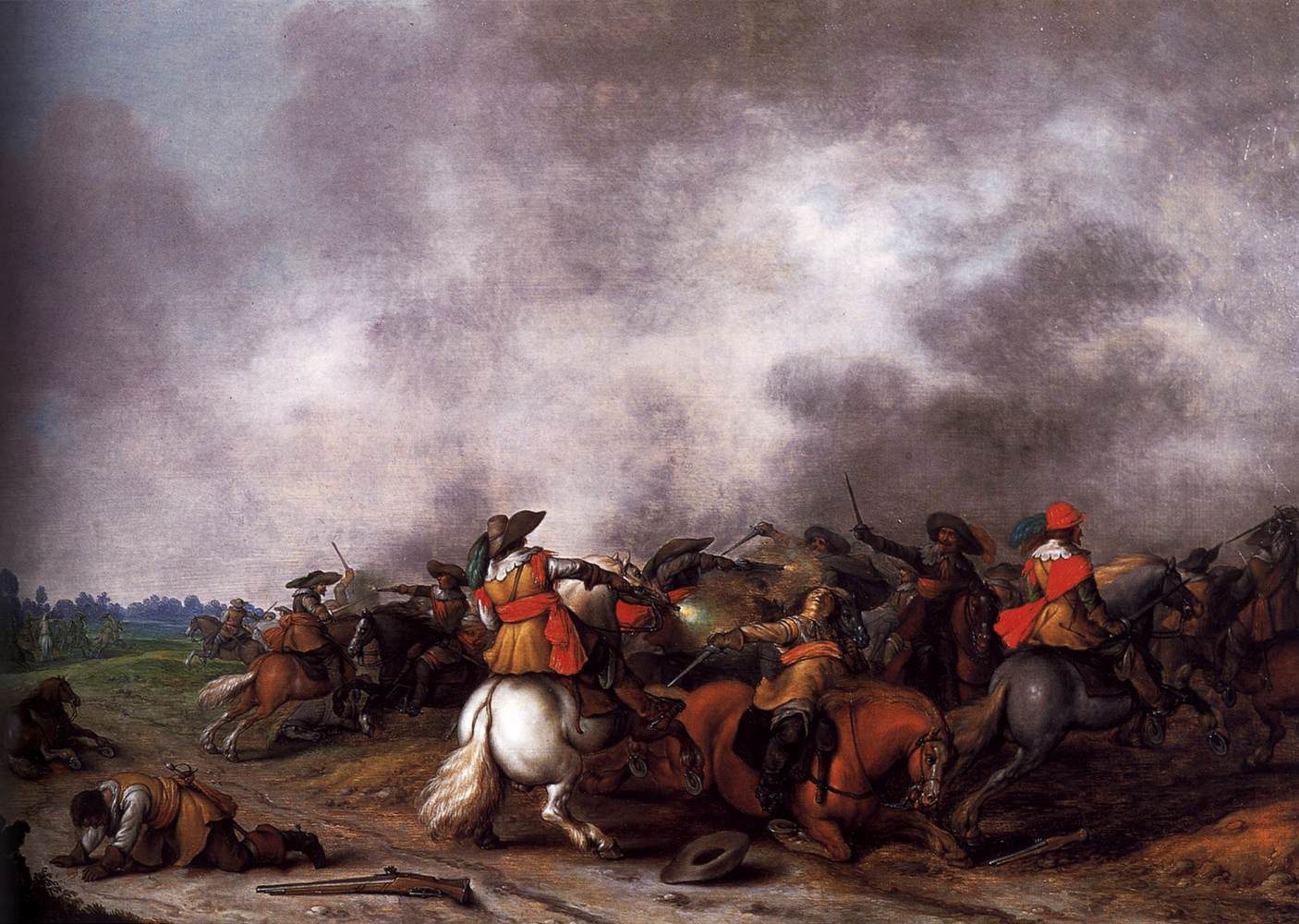
Battaglia di cavalleria, (1626-1628 circa)

Nonostante fosse basso, gobbo e tutt'altro che attraente, riuscì comunque a sposare, imparentandosi con una ricca famiglia di Delft, Maria Euwoutsdr 's-Gravensande il 19 gennaio 1630. Dal matrimonio nacquero 4 figli.
Si dedicò alla pittura di battaglie, soggetti militareschi ed equestri e paesaggi. Nelle sue opere traspaiono reminiscenze dello stile di Esaias van de Velde, soprattutto fino al 1630. In questo periodo iniziale infatti, l'influenza di Esaias van de Velde si nota anche nell'utilizzo di un basso orizzonte e nella maniera di dipingere i cavalli, robusti e con quarti posteriori muscolosi. Inoltre, sia Palamedes che van de Velde utilizzavano, nella pittura delle battaglie, la tecnica di realizzare in primo piano poche figure con sullo sfondo la moltitudine dei corpi di uomini e cavalli impegnati nella lotta. Altra caratteristica delle battaglie di Palamedes è la rappresentazione di soldati e cavalieri anonimi, contrariamente alle tradizioni della pittura di battaglie del periodo, inoltre spesso nelle sue opere compare in primo piano un cavaliere con cavallo bianco rampante.

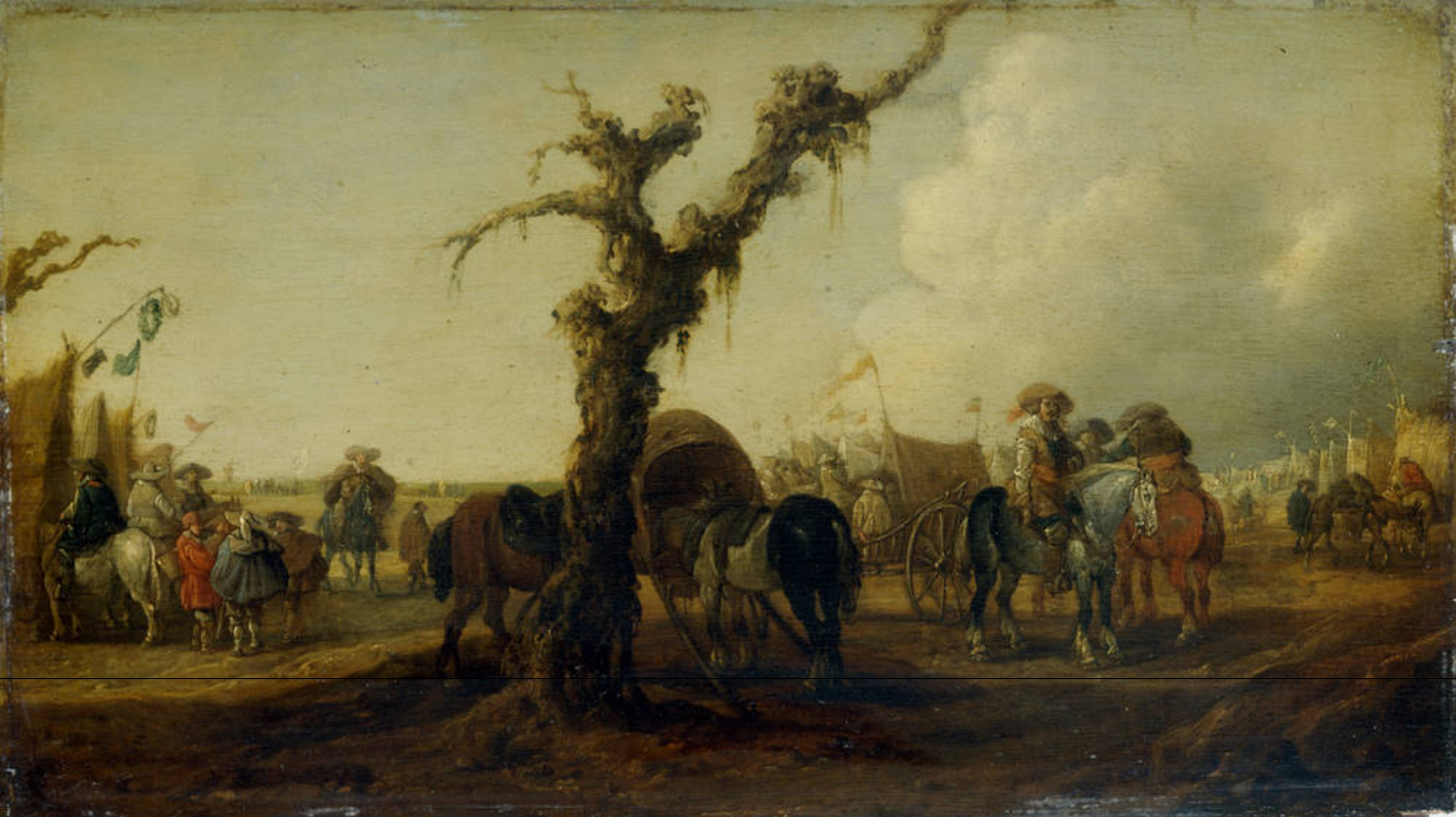
Campo militare, 1631

Furono suoi seguaci Reynier Jansz. e J. Vermeulen.

## Opere
- Scena di battaglia di cavalleria, olio su tavola, 36 x 49 cm, Collezione privata[3][6]
- Battaglia di cavalleria, olio su tavola, 53 x 78 cm, 1626-1628, Stockholms Universitet Konstsamling, Stoccolma[7]
- Battaglia di cavalleria, olio su tavola, 1630, Niedersächsisches Landesmuseum, Hannover[8]
- Scontro di cavalleria, 1635, Deutsches Historisches Museum, Berlino[9]
- Ritratto di Federico Enrico d'Orange a cavallo, dipinto, 1638
- Ballo in maschera, olio su tavola, 84 x 114 cm[10]
- Scontro tra cavalleria e fanteria, olio su tavola, 27 x 63 cm, Collezione privata[11]